# Unix域套接字
Unix domain socket 或者 IPC socket是一种终端，可以使同一台操作系统上的两个或多个进程进行数据通信。与管道相比，Unix domain sockets 既可以使用字节流，又可以使用数据队列，而管道通信则只能使用字节流。Unix domain sockets的接口和Internet socket很像，但它不使用网络底层协议来通信。Unix domain socket 的功能是POSIX操作系统里的一种组件。
Unix domain sockets 使用系统文件的地址来作为自己的身份。它可以被系统进程引用。所以两个进程可以同时打开一个Unix domain sockets来进行通信。不过这种通信方式是发生在系统内核里而不会在网络里传播。